# Codex Mutinensis
Codex Mutinensis (Gregory-Aland no. Ha albo 014), α 6 (von Soden) – grecki uncjalny rękopis Nowego Testamentu. Paleograficznie datowany jest na wiek IX. Rękopis nie zachował się w całości i niektóre jego partie zostały utracone. Część rękopisu pisana jest minuskułą i klasyfikowana jest pod numerem 2125 (Gregory-Aland). Tekst 014 nie jest wysoko ceniony, dlatego cytowany jest tylko w niektórych wydaniach Novum Testamentum Graece.

## Opis

### Uncjał 014
Kodeks stanowiony jest przez 43 pergaminowych kart (33 na 23 cm). Przekazuje tekst Dziejów Apostolskich z kilkoma lukami (Dz 1,1-5,28; 9,39-10,19; 13,36-14,3; 27,4-28,31). Pierwsze trzy luki uzupełnione zostały później pismem minuskułowym, natomiast czwarta luka pismem uncjalnym . Kodeks 014 stanowiony jest przez karty (folios) 9-51 Mutinensis.
Tekst biblijny pisany jest jedną kolumną na stronę, 30 linijek w kolumnie, 26 liter w linijce. Litery są pochylone na prawo, posiadają przydechy i akcenty. Litery Θ, Ε, Ο i Σ zostały skompresowane.
Kodeks zawiera prolegomenę, noty marginalne, Aparat Eutaliusza do Listów powszechnych, prolegomenę do Listów Pawła. Na końcu każdej księgi, w subscriptio podana jest liczba stychów (στιχοι).

### Minuskuł 2125
Listy powszechne i Listy Pawła pisane są minuskułą, na 260 pergaminowych kartach (32,5 na 22,5 cm), początkowo były katalogowane pod numerami 112 (dla Dziejów i Listów powszechnych) i 179 (dla Listów Pawła). Dzisiaj na liście rękopisów Nowego Testamentu obie partie klasyfikowane są pod tym samym numerem 2125 (Gregory-Aland). Minuskuł 2125 stanowiony jest przez karty (folios) 52-311 kodeksu Mutinensis.

## Tekst

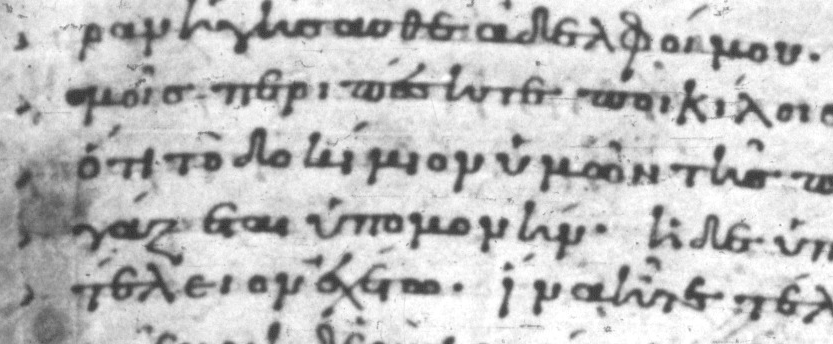
Minuskuł 2125 z fragmentem tekstu Jk 1,2-3

Grecki tekst kodeksu reprezentuje bizantyńską tradycję tekstualną. Hermann von Soden sądził, że tekst bizantyński kodeksu posiada pewne cezarejskie naleciałości . Kurt Aland tego nie potwierdził nadając mu profil tekstualny 481 221/2 22 1s. Profil ten oznacza, że kodeks wspiera tekst bizantyński przeciwko „oryginalnemu” w 48 miejscach, współbrzmi zarówno z tekstem bizantyńskim jak i „oryginalnym” w 22 miejscach, wspiera tekst „oryginalny” przeciwko bizantyńskiemu w 2 miejscach. Ponadto kodeks posiada 1 sobie właściwy wariant. Tylko trzy warianty są niezgodne z tradycją bizantyńską. W oparciu o ten profil tekst rękopisu został zaklasyfikowany do V kategorii Alanda.
Przykładem wariantu zgodnego z wiodącymi rękopisami tekstu aleksandryjskiego (Papirus Bodmer XVII, Kodeks Synajski, Kodeks Watykański, Kodeks Aleksandryjski) oraz z wydaniami Nestle-Alanda jest tekst Dz 24,6b-8a. Wariant ten wspierają także niektóre rękopisy nie reprezentujące aleksandryjskiej tradycji tekstualnej (Angelicus i Porphyrianus).
Aland sporządził również profil dla minuskułu 2125 i zaliczył go do V kategorii. Rękopisy V kategorii traktowane są jako nieprzydatne przy rekonstruowaniu oryginalnego tekstu Nowego Testamentu.

## Historia
Partia uncjalna Mutinensis (014) datowana jest zwykle na wiek IX (Tregelles, Scrivener, Gregory, Aland, INTF ). Tekst minuskułowy (2125) datowany jest na X wiek. Partie tekstu uzupełniane w 014 mają późniejsze pochodzenie. Według Scrivenera majuskułowe uzupełnienie powstało w XI wieku, a minuskułowe – w XII wieku.
Odkryty został przez Scholza w 1820, który sporządził pierwszy jego opis i jako pierwszy skolacjonował niektóre jego partie. Niestety jego odczyt nie zawsze jest dokładny. Z tego względu tekst rękopisu został ponownie skolacjonowany przez Tischendorfa w 1843 i Tregellesa w 1846 roku. W 1850 roku Tischendorf i Tregelles porównali skolacjonowane przez siebie teksty.
Na listę rękopisów Nowego Testamentu wprowadził go Tischendorf nadając mu siglum H. Pod takim siglum rękopis figurował na liście Tregellesa, Scrivenera i początkowo Gregory'ego. Na liście Hermanna von Sodena oznakowany został za pomocą siglum α 6. W 1908 roku Gregory nadał mu siglum 014.
Pierwsze faksymile opublikował Tischendorf w 1855, następne H.J. Vogels w 1929 i William Hatch w 1939 roku.
014 jest cytowany w trzecim wydaniu greckiego Nowego Testamentu przygotowywanych przez Zjednoczone Towarzystwa Biblijne dla tłumaczy biblijnych (UBS3), nie jest natomiast cytowany w czwartym wydaniu (UBS4). Nie jest cytowany w NA27. Minuskuł 2125 w ogóle nie jest cytowany.
Kodeks Mutinensis przechowywany jest w Biblioteca Estense (Gr. 196) w Modenie .